# Sinead Jack
Sinead Jack-Kısal (San Fernando, 8 de novembro de 1993), é uma voleibolista  indoor trinitária-tobagense.

## Carreira
Em 2007, já representava a equipe adulta nacional, disputou a Copa Pan-Americana daquele ano, também em 2009, ano que já estava vinculada a UTT na disputa do Liga A Trinitina e em 2010 realizada em Rosarito e Tijuana, esteve vinculada ao time de voleibol da , sendo o destaque do time entre as bloqueadoras.
Na temporada 2010-11, foi contratada pelo time polonês AZS Białystok, renovando com este pros períodos de 2011-12 e 2012-13.Em 2013, disputou o Campeonato NORCECA em Omaha e foi premiada como melhor bloqueadora da edição e a melhor central. Transferindo-se para o clube russo do Uranochka-NTMK Ecaterimburgo para competir nas jornadas 2013-14, 2014-15 e 2015-16, conquistando o vice-campeonato na Copa CEV de 2013-14  e na Challenge Cup de 2014-15, também obtendo terceiro lugar na edição da Superliga A Russa de 2014-15 e o vice-campeonato na edição de 2015-16.
No período de 2016-17, inicia a primeira temporada no clube turco do Galatasaray SK, conquistando o vice-campeonato da Liga A Turca, renovando no período de 2017-18.Em 2017, representou a seleção nacional na Copa Pan-Americana em Lima e  Cañete e foi premiada como primeira melhor central e disputou os Jogos Centro-Americanos e do Caribe de 2018 e foi premiada como primeira melhor central
Nas competições seguintes atuou pelo clube sul-coreano do Denso Airybees nas temporadas de 2018-19 e 2019-20, sendo semifinalista na última temporada na Liga Japonesa.Foi contratada para a jornada 2020-21 pelo time turco do İlbank Gençlik, se casou com jogador de voleibol turco Murathan Kısal ainda em 2021 reforçou o clube polonês do Grupa Azoty Chemik Police obtendo o título da Liga A Polonesa. Assinou com o time italiano o Megabox Vallefoglia para a temporada 2021-22.
Em 2022, recebeu a cidadania turca Retornou ao vôlei turco na temporada de 2022-23 pelo time do Eczacıbaşı VitrA e conquistou o vice-campeonato da Liga A Turca, sagrou-se também medalhista de bronze no Campeonato Mundial de Clubes de 2022 em Antália e obteve a medalha de prata na Liga dos Campeões da Europa de 2022-23 em Turim.

## Títulos e resultados
- Liga A Polonesa 2020-21
- Liga A Turca 2016-17, 2022-23
- Superliga A Russa 2015-16
- Superliga A Russa 2014-15

## Premiações
- 1aMelhor Central dos Jogos Centro-Americanos e do Caribe de 2018
- 1aMelhor Central na Copa Pan-Americana de 2017
- 1aMelhor Central dos Campeonato NORCECA de 2013
- Melhor Bloqueadora do Campeonato NORCECA de 2013